# Georges Duhamel
Georges Duhamel (Párizs, 1884. június 30. – Valmondois, 1966. április 13.) francia orvos, költő, író, esszéista.

## Élete
Jómódú családba született. Középiskolai tanulmányait befejezve, az ország felfedezése érdekében nagy gyalogos utakat tett. Országjárását követően orvosi tanulmányokat kezdett. Részt vett az Abbaye csoport (költők, írók, zenészek, festők) megalakításában, a csoportban folyó alkotó munka, a szolidaritás és testvériség eszméi egész későbbi munkásságára hatással volt. 1909-ben orvosként diplomázott, biokémikus lett. 
Verseiben a humanizmus és a kollektív élet szellemét állítja szembe a technikai civilizáció elhatalmasodásával. Orvosi tevékenységét befejezte, a La Mercure de France irodalmi kritikusa lett. Legfontosabb cselekedete, hogy felhívta a figyelmet Paul Claudel költőre, drámaíróra. Az ő hatása tükröződik vissza Duhamel első három színpadi művében. Az első világháború alatt a frontvonalon katonai sebészként teljesített szolgálatot. Élményeit A vértanúk élete és a Civilizáció versesköteteiben tárta a világ elé. 
1920-tól kizárólag a regény műfajában végezte szépirodalmi munkásságát. Kiemelkedő alkotása az öt kötetből álló Salavin-ciklus. 1930–1940 között Franciaországban és külföldön több előadást tartott a francia nyelv és kultúra védelmében. 1933–1944 között jelent meg a 10 kötetes regényciklusa, A Pasquier-k krónikája. A zeni iránti érdeklődését kimutató írásait az 1964-ben megjelent, A vigasztaló zene kötetébe egyberendezte. Két útikönyvet írt, 1927-ben a Moszkvai utazás, majd Amerikában tett útját követően, 1935-ben Jelenetek a jövő életből.

## Művei
- 1907-ben saját kezével szedte és nyomtatta ki első kötetét, a Des legends, des batailles-t (Legendák, csaták),
- 1909–1912 között újabb három verseskötetet került kiadásra,
- 1917-ben Vice des Martyrs (A vértanúk élete) kötete jelent meg,
- 1918-ban a Civilisation (Civilizáció) kötetét adták ki, amely elnyerte a Goncourt-díjat
- 1919-1920 között két verseskötete jelent meg,
- Salavin-ciklus
  - 1920-ban az Éjféli vallomás,
  - 1924-ben a Két ember,
  - 1927-ben A napló,
  - 1929-ben A lyoniak klubja,
  - 1932-ben az Olyan, mint önmagában,
- 1950-ben jelent meg a Pattrice Périot utazása regénye

## Magyarul
- Éjféli vallomás; ford. Komor András; Franklin, Bp., 1927 (Külföldi regényírók)
- Két ember; ford. Komor András; Franklin, Bp., 1935 (Külföldi regényírók)
- A napló; ford. Illyés Gyula; Franklin, Bp., 1940
- A vígasztaló zene; ford. Oltványi Imre; Zeneműkiadó, Bp., 1964

## Sikerei, díjai
- 1935-től a Francia Akadémia tagja, 1942-től 1946-ig örökös titkára
- 1918-ban Goncourt-díjat kapott